# Дълги дел
Дълги Дел  е село в Северозападна България. Намира се в община Георги Дамяново, област Монтана.

## География
Село Дълги дел е разположено в планински район.

## История
Смята се, че селото е с римски произход. В тази клисура са експлоатираните от император Август златоносни пясъци. Римското влияние е било едно от най-продължителните по тези земи. Тогава Римската империя е водила тежки битки за завладяване на Балканите. Така този край попада в границите ѝ.
За добива на златна руда в миналото говорят откритите рудници. В рамките на 15 км по протяжение на река Дългоделска Огоста се виждат плаварските грамади с изхвърлени камъни още от римско време.

## Обществени институции
- Народно читалище „Напредък“, създадено през 1929 г.[3]
- Черквата „Свети апостоли Петър и Павел“ е образец на църковната архитектура от средата на XIX век[4].

## Редовни събития
- Празник на Балкана